# Bystrá Sosna
Sosna nebo Bystrá Sosna (rusky Сосна nebo Быстрая Сосна) je řeka v Orelské a Lipecké oblasti v Rusku. Je dlouhá 296 km. Povodí má rozlohu 17 400 km².

## Průběh toku
Teče v široké dolině. Ústí zprava do Donu.

## Vodní stav
Zdrojem vody jsou především sněhové srážky. Průměrný roční průtok vody ve vzdálenosti 37 km od ústí činí 74 m³/s. Zamrzá v listopadu až v prosinci a někdy až v lednu a rozmrzá na konci března až v dubnu.

## Využití
Na řece leží města Livny a Jelec.